# 3776 Vartiovuori
3776 Vartiovuori (1938 GG) là một tiểu hành tinh vành đai chính được phát hiện ngày 5 tháng 4 năm 1938 bởi H. Alikoski ở Turku.